# Euthlypis
Euthlypis is een voormalig geslacht van zangvogels uit de familie Amerikaanse zangers (Parulidae). De nige soort is tegenwoordig ingedeeld bij het geslacht Basileuterus.

## Soorten
De volgende soort was bij het geslacht ingedeeld:
- Euthlypis lachrymosa (Waaierzanger)